# Karang Pakuan
Karang Pakuan is een bestuurslaag in het regentschap Sumedang van de provincie West-Java, Indonesië. Karang Pakuan telt 3295 inwoners (volkstelling 2010).